# Inchiesta su un delitto della polizia
Inchiesta su un delitto della polizia (Les assassins de l'ordre) è un film del 1971 diretto da Marcel Carné, tratto da un romanzo di Jean Laborde, ispirato a un episodio reale di cronaca nera accaduto a Bordeaux.

## Distribuzione
La prima del film avvenne il 7 maggio 1971 nei cinema Balzac, Rio Opéra, Max Linder, Paramount Gobelins, Miramar, Paramount Montmartre, Triomphe.

## Critica
Per il Dizionario Mereghetti il film rappresenta un tentativo fallito di rinnovamento da parte di Carné: malgrado l'apprezzabile intenzione di denuncia, il risultato è scontato, ideologicamente confuso, con scivoloni didascalici e ingenuità.
Per il Dizionario Morandini è «edificante, retorico, impregnato di sentimentalismo», una predica dalle nobili intenzioni.